# Ribeira de João Gomes
A Ribeira de João Gomes é um dos principais cursos de água da cidade do Funchal. A ribeira nasce no sítio das Babosas, freguesia do Monte, local onde também desagua a sua principal afluente (a Ribeira das Cales). A Ribeira de João Gomes extende-se por 5,3 km  e desagua no mar perto da Ribeira de Santa Luzia, na freguesia da Sé. O seu nome é uma homenagem a João Gomes, um dos primeiros povoadores da ilha. O qual teve terras de sesmaria nas margens desta ribeira.
Em conjunto com a Ribeira das Cales, a Ribeira de João Gomes, forma o canal principal da bacia hidrográfica da Ribeira de João Gomes. Um canal com uma extenção de cerca de 10 km.